# Mariona Seguranyes i Bolaños
Mariona Seguranyes i Bolaños (Figueres, 1972) és una historiadora de l'art catalana, doctorada en història de l'art.
Va estudiar Història de l'Art a la Universitat de Girona (1995) i es va doctorar en Humanitats a la Universitat Pompeu Fabra (2006) amb la tesi Malenconia i Salvador Dalí, passat i futur d'un estat esperit. Va rebre la màxima qualificació, cum laude. També ha cursat estudis d'especialització en Patrimoni (2000).
Entre els seus llibres sobresurten “Una visió artística de l'Empordanet” (2006), que posà al mapa tota una sèrie de pintors de qualitat fins aleshores poc coneguts, i “80 anys de pintura a Llagostera (1892-1975)” (2009). També ha escrit monografies sobre Maria Ribot (2008), Carles Fages de Climent (2002), Baldomer Gili i Roig (2008) o Enric Casanovas (2008). L'any 2010 prepara el llibre 'L'Atles paisatgístic de les terres de Girona', impulsat per la Diputació de Girona, que recull les pintures que artistes de finals del segle xix i el XX van fer de paisatges gironins. Ha comissariat exposicions sobre Evarist Vallès (2000), Salvador Dalí (2004), Josep Pla i els pintors (2006), o Francesc Gimeno (2007).
L'any 2006 l'Ajuntament de Figueres li va atorgar la seva beca de recerca “Ciutat de Figueres” que amb el temps es converteix en un laboriós treball d'investigació que recupera la història plàstica i pedagògica de les arts de la ciutat de Salvador Dalí i que, per extensió, suposa una revisió de la pintura a l'Alt Empordà. El 2013 es publica aquesta beca a la col·lecció Juncària i s'arrodoneix amb una l'exposició comissariada per ella mateixa al Museu de l'Empordà: La Mirada Persistent. Història de la pintura a Figueres. 1892-1960 és un repàs a la història pictòrica de Figueres. L'any següent, 2014, publica La Porta d'entrada al cap de Creus : pintors a Llançà i els seus entorns : 1888-1970, un llibre-catàleg que reivindica l'influx que va tenir el paisatge de la costa en un munt d'artistes i aquest estudi permet gestar també l'exposició del mateix nom al Museu de l'Aquarel·la J. Martínez Lozano de Llançà.

## Obra
- Josep Vallès Rovira : entre l'alquímia i l'art. Direcció i coordinació: Mariona Seguranyes Bolaños; Glòria Bosch Mir [i 8 més]. Figueres : Institut d'Estudis Empordanesos, 2020.
- Realisme(s) a Catalunya, 1917-1936 : del Picasso clàssic al Dalí surrealista. Comissariat: Mariona Seguranyes Bolaños ; textos: Francesc Fontbona, Ricard Mas, Mariona Seguranyes Bolaños.Sitges : Consorci del Patrimoni de Sitges ; Olot : Museu de la Garrotxa ; Valls : Museu de Valls ; Barcelona : Xarxa de Museus d'Art de Catalunya, juny 2019.
- Els Dalí de Figueres : [catàleg de l'exposició] : la família, l'Empordà i l'art : Museu de l'Empordà del 29 d'abril al 4 de novembre de 2018. Barcelona : Viena ; Figueres : Ajuntament de Figueres : Museu Empordà, 2018.
- Cadaqués, univers d'artistes : [catàleg de l'exposició] : de Meifrèn a Dalí : fons del Museu de Cadaqués. Edició a cura de Mariona Seguranyes Bolaños. Cadaqués : Ajuntament de Cadaqués : Museu de Cadaqués, 2018[10][11]
- La Història de la fotografia a l'Empordà : la fotografia que fa història. Anna M. Puig i Mariona Seguranyes, coord. ; [textos: Joan Cos ... [et al.]]. Figueres : Institut d'Estudis Empordanesos, 2017.[12]

- La Porta d'entrada al Cap de Creus: pintors a Llançà i els seus entorns: 1888-1970. Llançà: Ajuntament de Llançà; Figueres: Brau. 2014
- La Mirada persistent: historia de la pintura a Figueres 1892-1960. Figueres: Ajuntament de Figueres, 2013.
- Altes paisatgístic de les terres de Girona. Girona: Diputació, 2010.
- 80 anys de pintura a Llagostera. Llagostera: Ajuntament de Llagostera, Arxiu Municipal, DL 2009.
- Serafí Bassa, l'artista de la saga Bassa Roca. Estudis del Baix Empordà.|gVolum 28, any 2009, p. 201-214

- Els monuments a Narcís Monturiol, entre el noucentisme i l'art cívic. Enric Casanovas, escultor i amic. Girona : Fundació Caixa de Girona, 2008. p.55-61
- Una visió artística de l'Empordanet: la pintura a Palafrugell entre els segles XIX i XX. Palafrugell: Ajuntament de Palafrugell; Girona: Diputació de Girona. 2006
- El Dalí de Lacroix. Figueres: Empordà. Cop. 2004.